# Orbitrol
Orbitrol – hydrostatyczny zawór skrętu stworzony przez duńską firmę Danfoss. Ma zastosowanie jako sterownik skrętu kół skrętnych pojazdu w układach wspomagania układu kierowniczego w maszynach budowlanych, samochodach ciężarowych, ciągnikach, kombajnach, wózkach widłowych, ładowarkach teleskopowych itp.